# عبد الواحد بن زياد
عبد الواحد بن زياد ، أبو بشر ، وقيل : أبو عبيدة العبدي ، مولاهم البصري . من رواة الحديث وهو ثقة ، توفي سنة ست وسبعين ومائة.

## روايته للحدث النبوي
- حدث عن : كليب بن وائل ، وحبيب بن أبي عمرة ، والمختار بن فلفل ، وعاصم الأحول ، وسليمان الأعمش ، وعمارة بن القعقاع ، وطبقتهم .
- وعنه : أبو داود الطيالسي ، وعفان ، ومسدد ، ويحيى بن يحيى ، وعبيد الله القواريري ، وقتيبة بن سعيد ، وخلق كثير.[1]

## الجرح والتعديل
أقوال العلماء فيه
- أبو الحسن بن القطان الفاسي : ثقة.
- أبو بكر البيهقي : من الثقات الذين يقبل منهم ما تفردوا به.
- أبو حاتم الرازي : ثقة.
- أبو دواد السجستاني : ثقة.
- أبو زرعة الرازي : ثقة.
- أحمد بن شعيب النسائي : ليس به بأس.
- أحمد بن صالح الجيلي : ثقة.
- علي بن المديني : ما رأيته طلب حديث قط وكنت أذاكره بحديث الأعمش فلا يعرف منه حرفا.
- ابن حجر العسقلاني : ثقة، في حديثه عن الأعمش وحده مقال، ومرة: البصري تكلم بعضهم في حفظه وأثنوا كلهم على كتابه، وقول ابن المديني غير قادح لأنه كان صاحب كتاب وقد احتج به الجماعة، ذكره في المطالب العالية، ليس بقوي.
- ابن عبد البر الأندلسي : لا خلاف بينهم أنه ثقة ثبت.
- الدارقطني : في سؤالات أبي عبد الرحمن السلمي، قال: ثقة مأمون.
- سليمان بن داود الطيالسي : عمد إلي أحاديث كان يرسلها الأعمش فوصلها كلها.
- محمد بن سعد كاتب الواقدي : ثقة.
- مصنفوا تحرير تقريب التهذيب : ثقة، وقوله: في حديثه عن الأعمش وحده مقال، فيه نظر.
- يحيى بن معين : ثقة، ومرة: ليس بشئ.
- يعقوب بن سفيان الفسوي : ثقة.